# 包頭器
包頭器（ほうとうき）は産科で用いられた医療機器である。

## 概要
立野龍貞によって作られた。今の産科鉗子に相当する。
推送器、受袋器および袋からなる。
推送器は2本の鯨鬐条からなり、その中央でたがいに交差し、尖端に孔があり、これに受袋器を通し、受袋器には絹製の袋をつける。
包頭器を使用するには、推送器で受袋器を体内にいれ、受袋器が胎児のおとがいにひっかかったことが明らかになったときこれを去って、絹の袋で胎児の前面をつつみ、受袋器は胎児の後面にあてて牽引する。